# Timidesa
La timidesa és un sentiment d'inseguretat, de temença, que experimenten algunes persones quan es relacionen amb companys, parlen amb altres persones, etc. La timidesa és freqüent en situacions desconegudes. Com que les persones tímides acostumen a evitar aquestes situacions, ja que els resulten incòmodes, la situació continuarà sent no coneguda, i per tant, la timidesa es perpetuarà. El detonant és variable.

La timidesa és un tret de personalitat diferent de la introversió i el trastorn d'ansietat social.

De vegades, la timidesa sembla tenir el seu origen en una sensació d'ansietat. També s'ha observat que els caràcters més o menys introvertits poden estar determinats per l'entorn en què s'ha crescut. Un nen que es comporta amb timidesa davant de persones desconegudes, a mesura que les va coneixent, abandona el comportament tímid. Els tímids no experimenten el mateix grau de timidesa envers totes les persones. Per exemple, una mateixa persona que amb desconeguts adopta un comportament tímid, pot ser audaç i exuberant amb els seus amics. Un actor pot mostrar-se atrevit a l'escenari i transformar-se en tímid en una entrevista personal.
Les persones tímides tendeixen a percebre la seva pròpia timidesa com un defecte, i molts d'ells se senten incòmodes per la timidesa. D'altra banda, moltes persones tímides són percebudes com a persones que saben escoltar i reflexionar abans de parlar. A més a més, l'audàcia, oposada a la timidesa, també té els seus propis problemes, com la impertinència i els comportaments inadequats. La timidesa no és sinònim d'introversió. Les persones introvertides opten per evitar relacions socials perquè relacionar-se amb moltes persones els resulta aclaparador. Les persones tímides temen aquestes situacions i opten per evitar-les, les defugen. La timidesa genera patiment. La persona tímida apama plenament les seves dificultats, però no troba solució per superar-les.